# Volvo 240
Die Serie Volvo 240 umfasst die PKW-Modelle 242, 244 und 245 des schwedischen Autoherstellers Volvo. Ab Anfang 1982 wurde sie einheitlich als 240 bezeichnet. Sie ist eng verwandt mit der Serie Volvo 260.

## Modellgeschichte

### Allgemeines
Der Volvo 240 folgte im Sommer 1974 auf den seit Sommer 1966 gebauten Volvo 140 und wurde bis Frühjahr 1993 gebaut, also fast 19 Jahre lang. Bei der Konzipierung flossen Erfahrungen aus dem Volvo Safety-Car VESC maßgeblich ein. Für die Einführung der Baureihe 240/260 stellte Volvo die Produktionstechnologie um. Anstatt herkömmlicher Fließbandfertigung erfolgte nun die Endmontage in einem neu gebauten Werk in Kalmar und die Motoren wurden im ebenfalls neu errichteten Werk in Skövde produziert.
Während der Bauzeit wurde die Modellreihe ständig weiterentwickelt und verfeinert. Der 240 überdauerte den ursprünglich als Nachfolger geplanten Volvo 740 um rund ein Jahr.
Der 240 war in den 1970er- und 1980er-Jahren das Volumenmodell von Volvo. Vor allem auf dem US-amerikanischen Markt fand die Limousine viele Käufer, während auf dem europäischen Kontinent je nach Land auch der Kombi beliebt war.
Die amerikanische Verkehrssicherheitsbehörde NHTSA (National Highway Traffic Safety Administration) wählte im Jahr 1976 den Volvo 240 als Referenzfahrzeug für die Festlegung künftiger Sicherheitsnormen für Import-Personenwagen aus. Selbst 17 Jahre nach seiner Markteinführung wurde der 240 im Jahr 1991 vom amerikanischen Versicherungsinstitut IIHS (Insurance Institute for Highway Safety) als sicherstes Fahrzeug auf dem amerikanischen Markt bezeichnet.

### Modellbezeichnung
Die Typbezeichnung ergibt sich folgendermaßen: Serie 2 + 4 Zylinder + 2, 4 oder 5 Türen. Die Volvo 240-Baureihe war von Spezialanfertigungen abgesehen als zweitürige Limousine 242, als viertürige Limousine 244 und als fünftüriger Kombi 245 erhältlich. Ab Anfang 1982 wurden die Modellbezeichnungen vereinfacht und der Hinweis auf die Anzahl der Türen entfiel. Fortan trugen die Wagen nur noch die Verkaufsbezeichnung Volvo 240. In den Fahrzeugpapieren wurde als Typbezeichnung weiterhin „P242“, „P244“ oder „P245“ eingetragen.

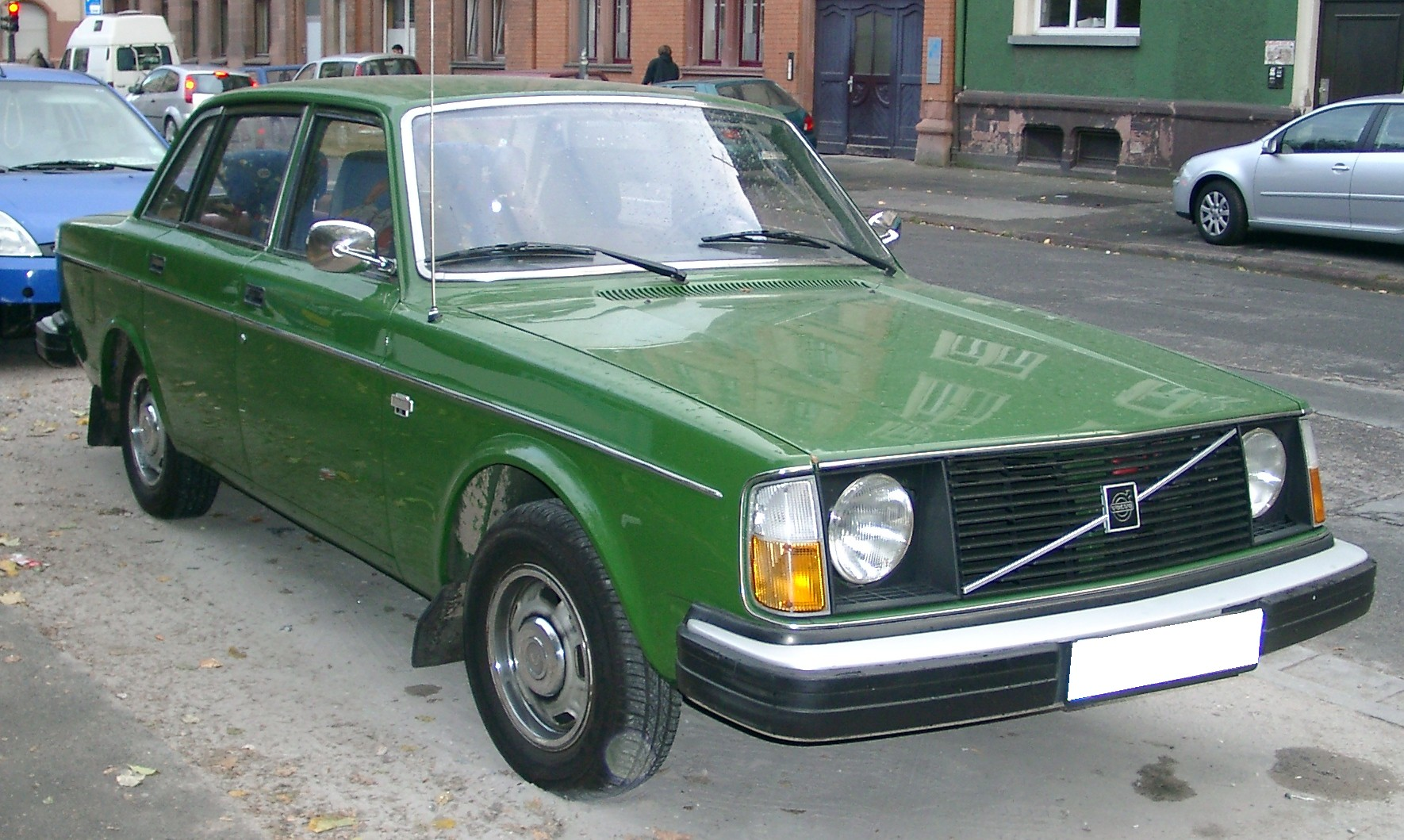
Volvo 244 DL (1974–1977)
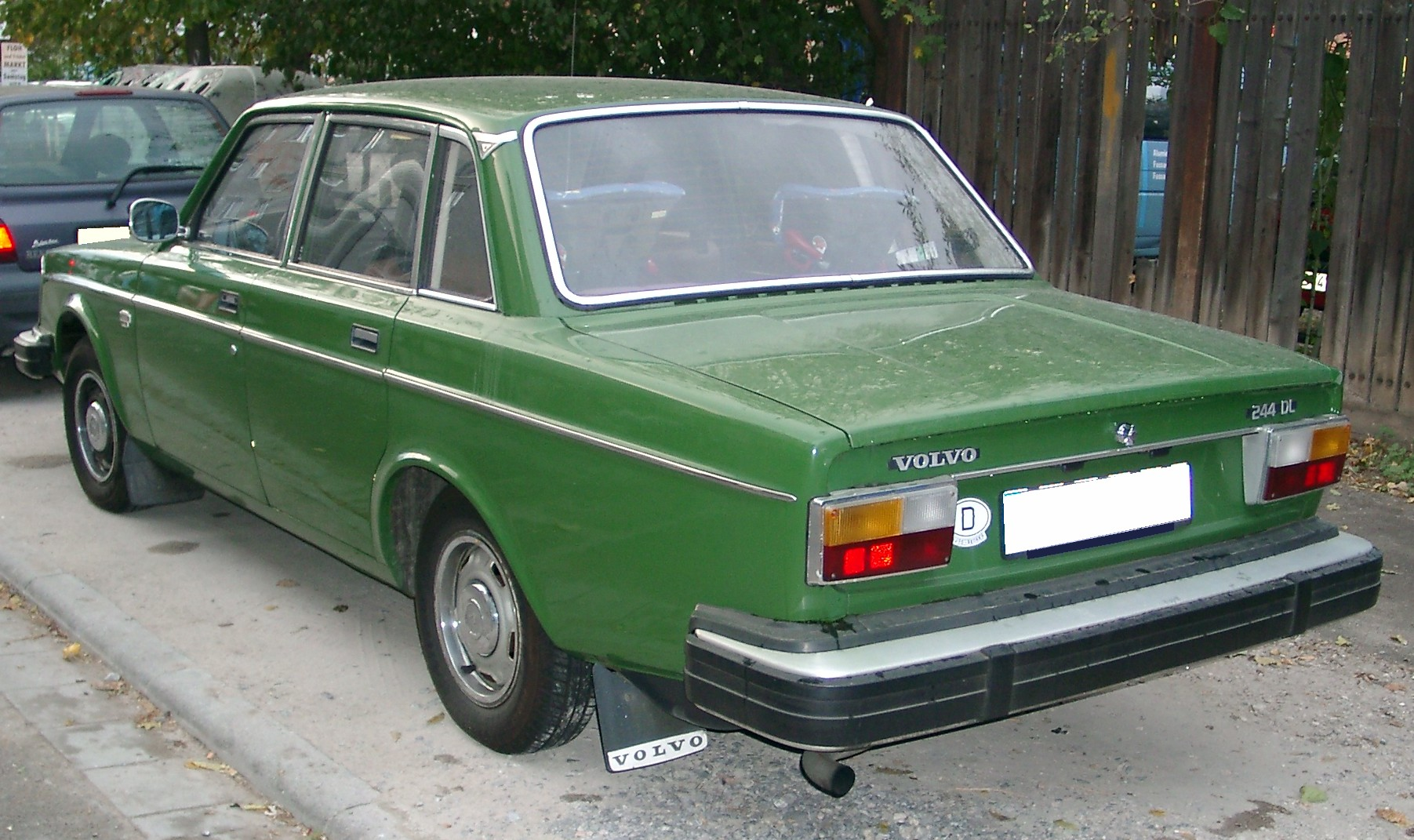
Volvo 244 DL Heckansicht (1974–1977)
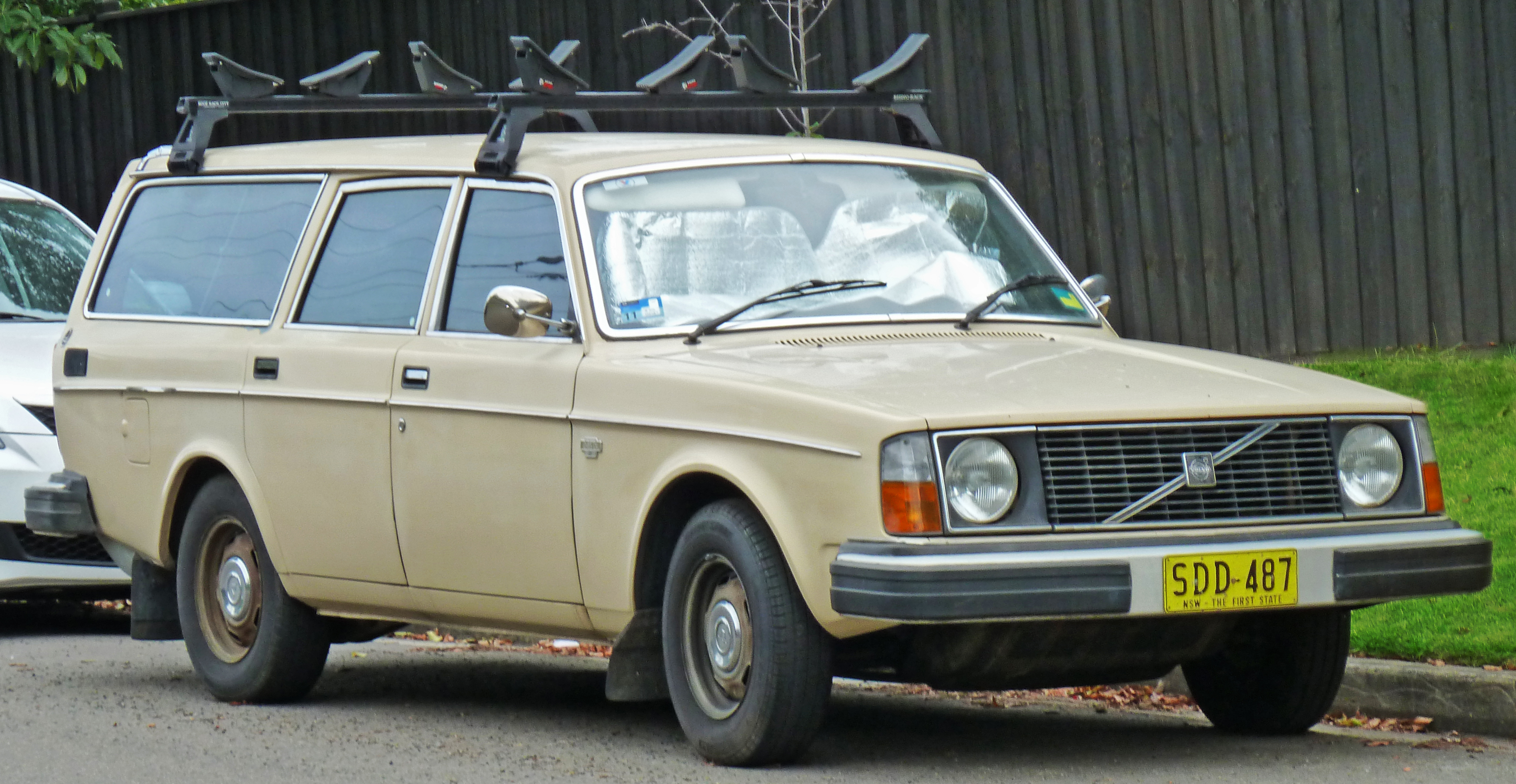
1975-1978 Volvo 245 DL station wagon
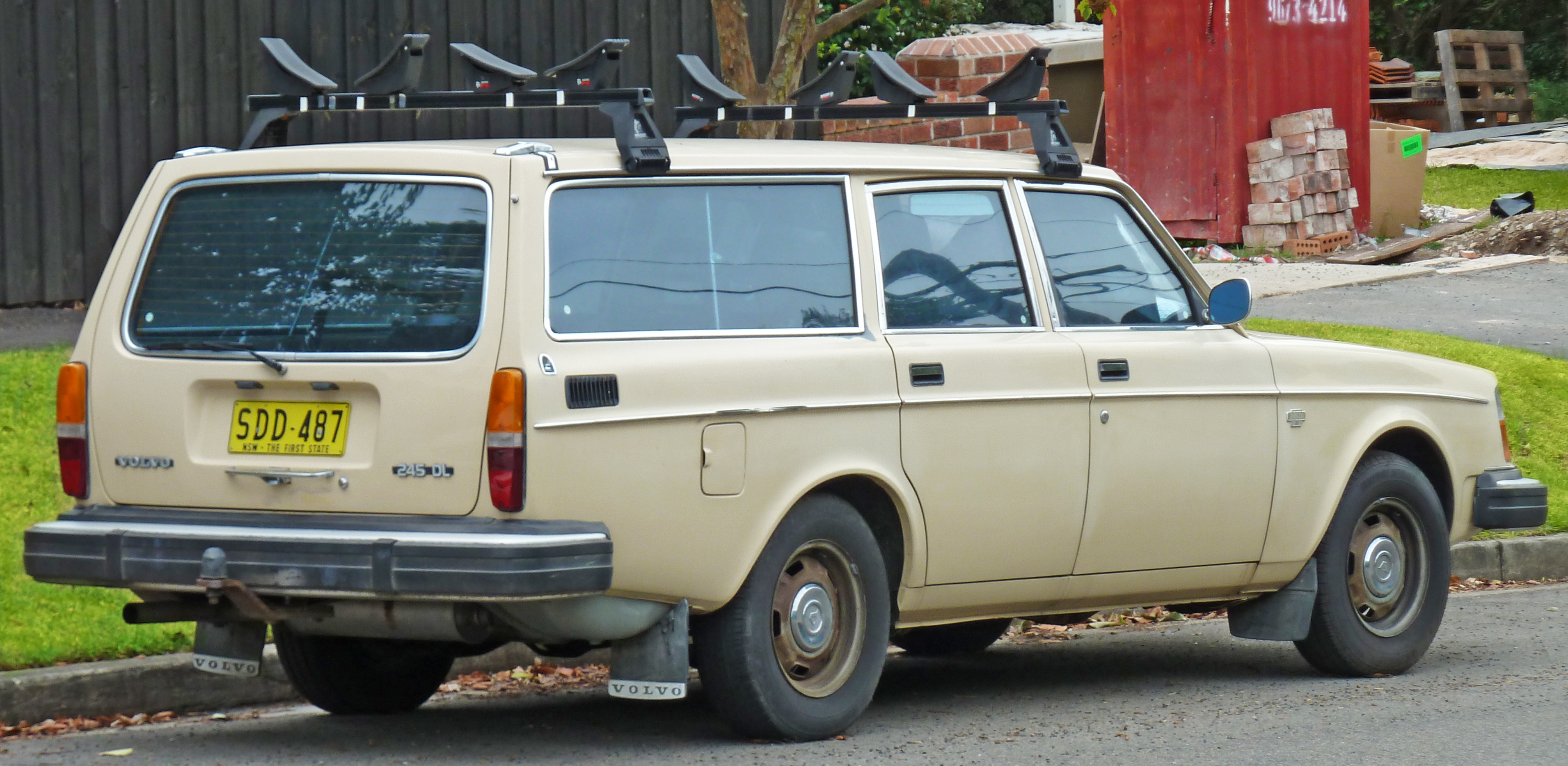
1975-1978 Volvo 245 DL station wagon
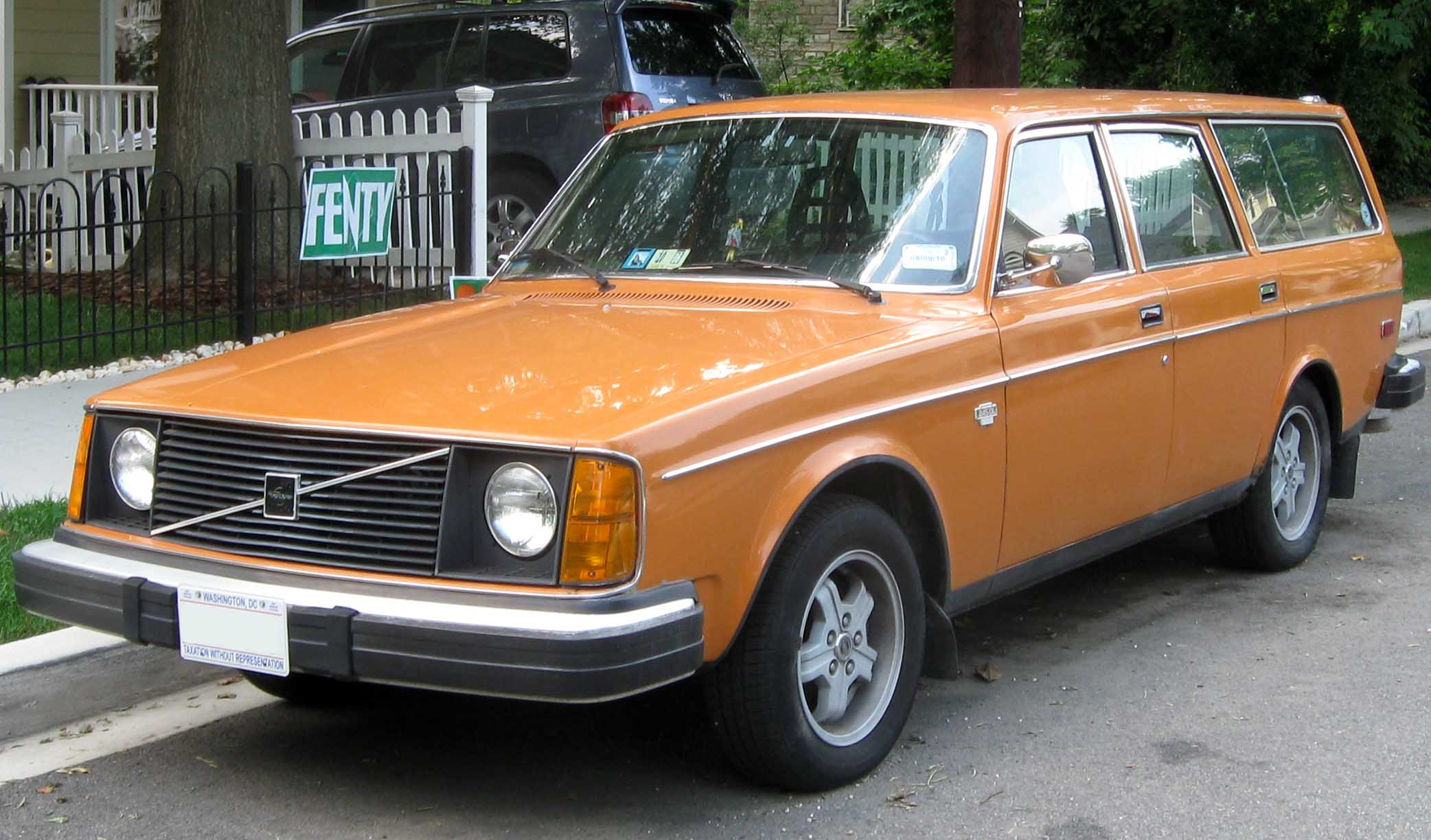
Volvo 245 DL Frontansicht (1974–1977), US-Version
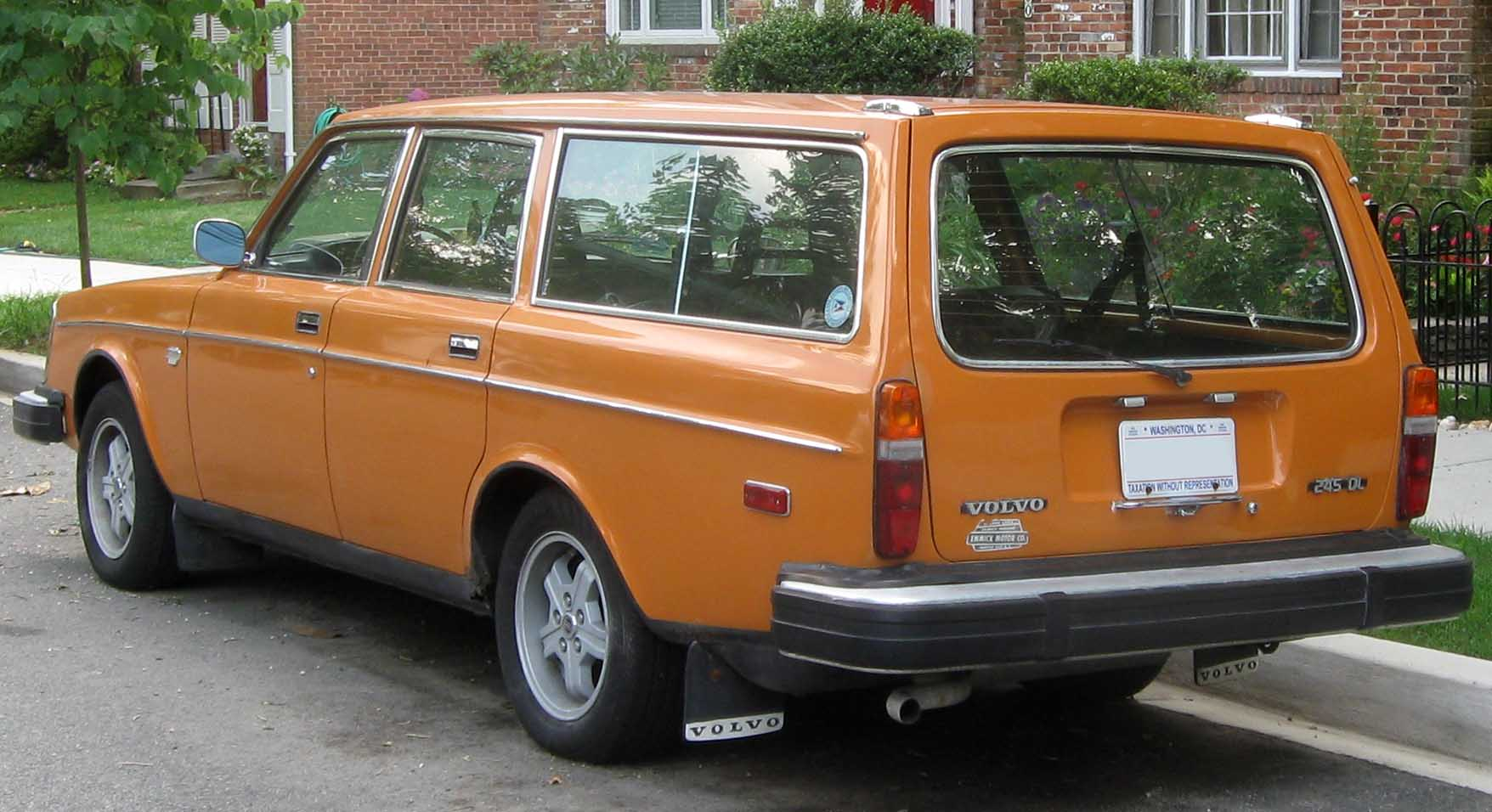
Volvo 245 DL Heckansicht (1974–1977), US-Version
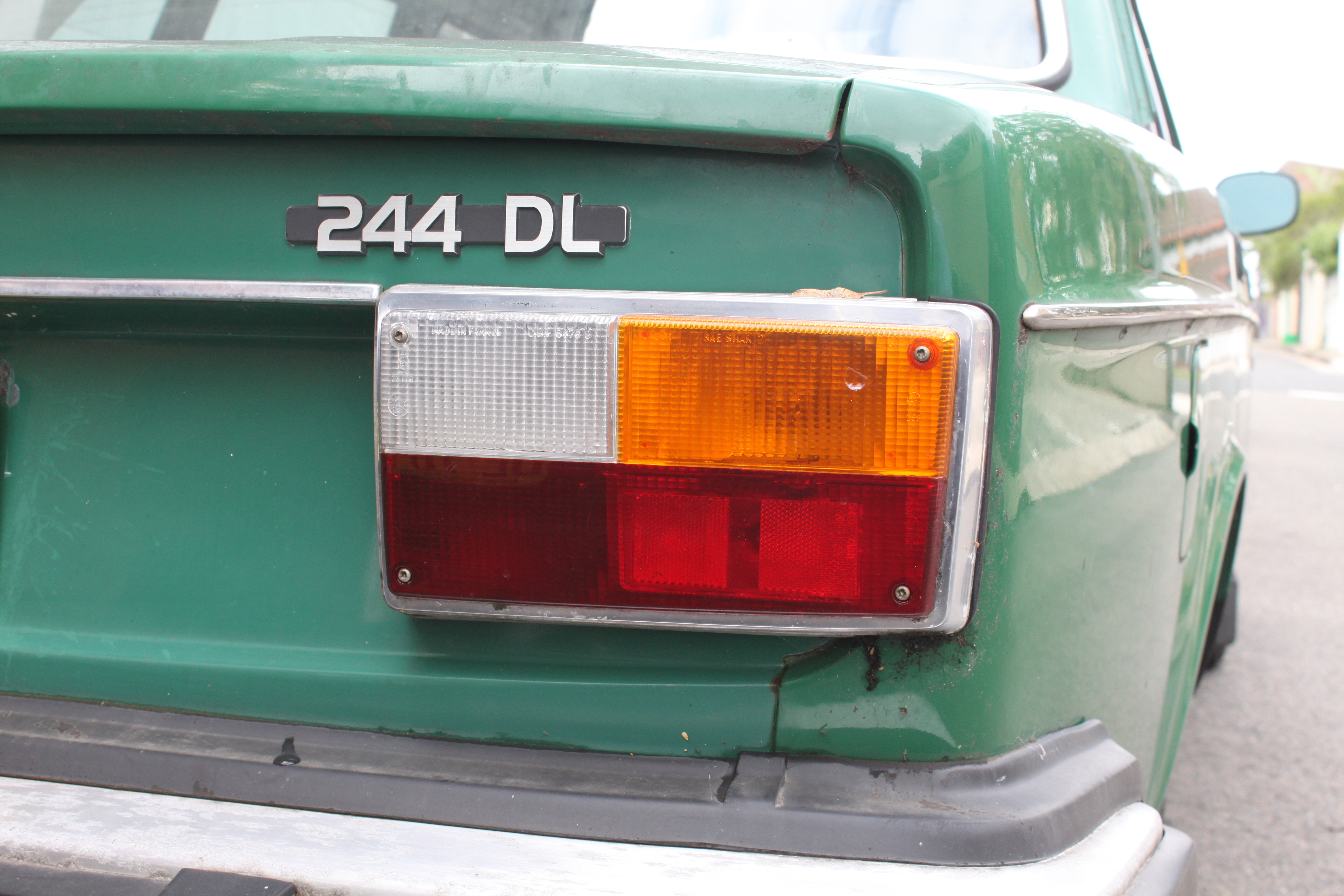
1978 Volvo 244 DL mit kleinen Heckleuchten bis 1978
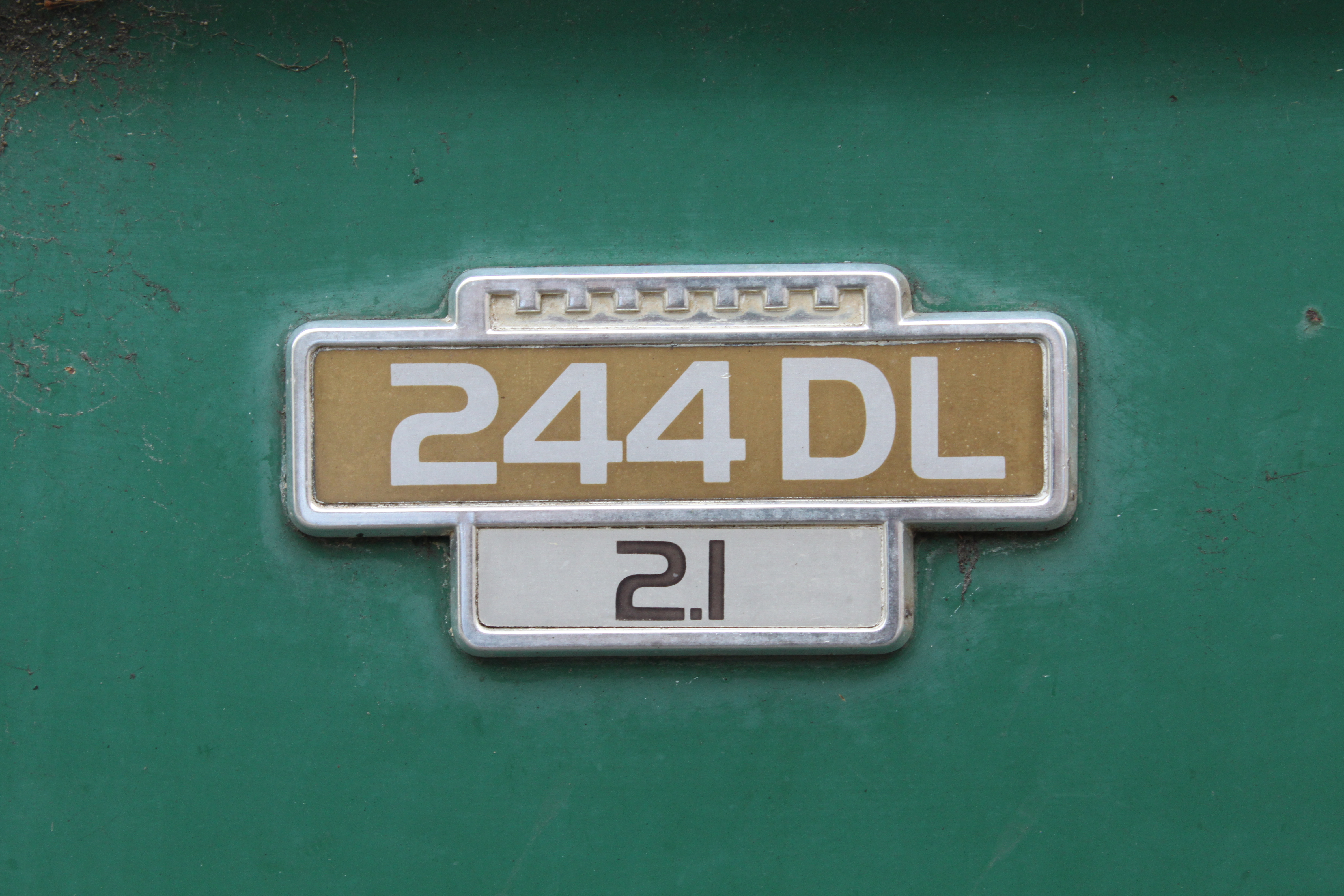
1978 Volvo 244 DL (Detail)

### Modellpflege
Im August 1977 wurde die 240er-Reihe erstmals überarbeitet. Zu erkennen ist sie am geänderten Kühlergrill, der zudem mit einer Chrom-Umrahmung die Scheinwerfer mit einbezieht.
Im Herbst 1980 wurde auf dem Pariser Salon eine erneut modifizierte 240er-Serie gezeigt, bei der auch die Rückleuchten überarbeitet waren. Die Baureihe verzichtete nun nahezu komplett auf Chrom, einzig eine dünne Zierleiste befindet sich oberhalb der Stoßfänger.
Mitte 1982 erfolgten zahlreiche Änderungen: Der 240 bekam den Kühlergrill des größeren 260, Seitenblinker auf den vorderen Kotflügeln und komplett neue Stoßstangen, deutlich weniger auftragend. 1985 erfolgten nochmals Detailänderungen wie neue Sitze und eine letzte Überarbeitung im Jahre 1988.
Die Produktion der zweitürigen Limousinen lief Anfang 1984 aus, wobei in Deutschland der Verkauf des Volvo 242 bereits Ende 1977 eingestellt worden war. Obwohl die viertürige Limousine auf dem deutschen Markt offiziell nur bis Mitte 1991 angeboten wurde, war sie bis zum Produktionsende im Mai 1993 noch als Grauimport zu bekommen.
Ein markantes Detail der Kombi-Ausführung sind wie schon beim Vorgängertyp 140 die hinteren Türen: Die Oberkanten folgen der abgerundeten Dachform der Limousine. So können Türen und Seitenscheiben zwischen den Fahrzeugen getauscht werden. Neben Leichenwagen-Ausführungen wurde von 1974 bis 1983 eine um 80 cm verlängerte Version des Kombis als 245 Transfer vom schwedischen Karosseriebauer Nilsson in Laholm hergestellt. In geringer Stückzahl wurde diese Langversion auch nach 1983 noch in Sonderanfertigung als 245/265 Transfer speziell für die DDR produziert.

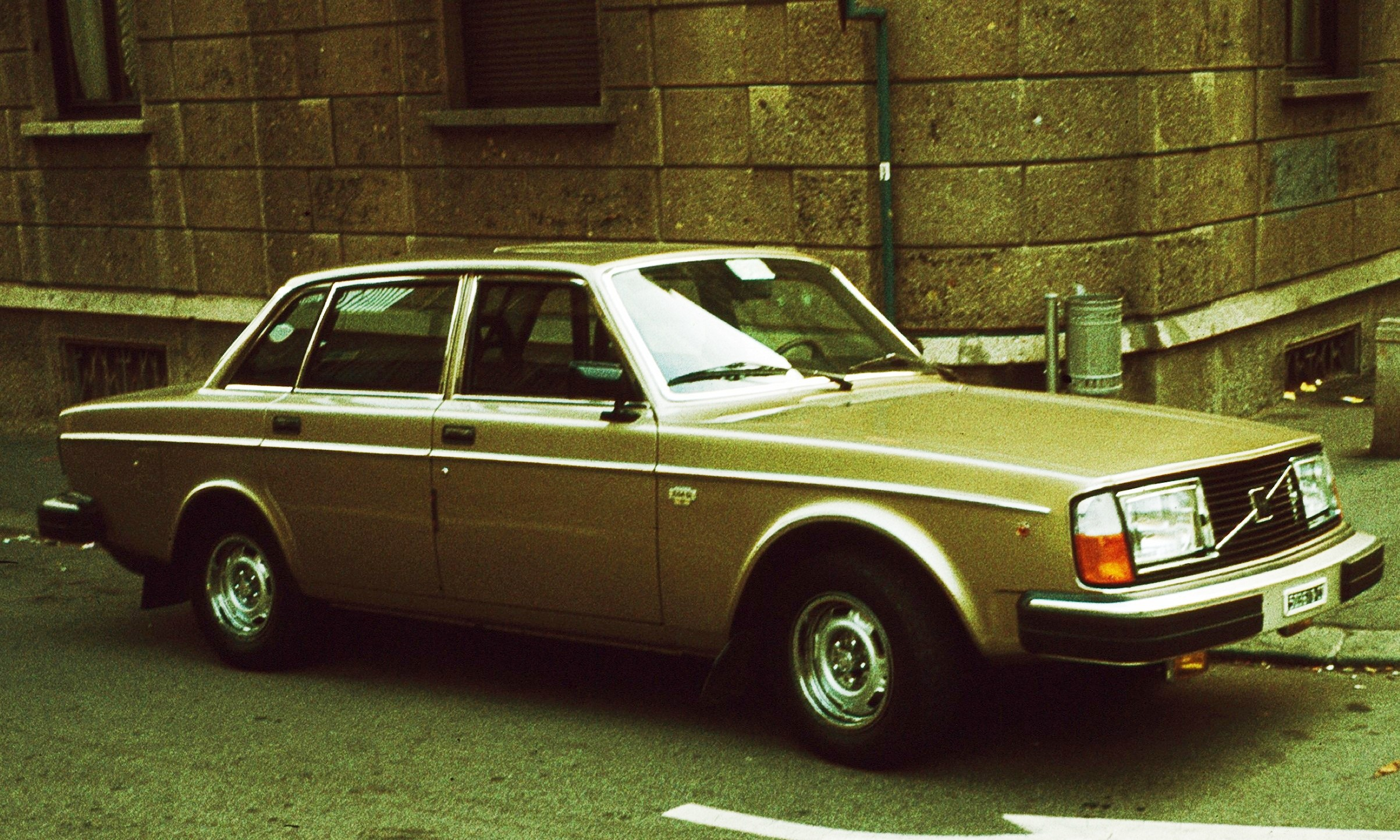
Volvo 244 (1977–1980)
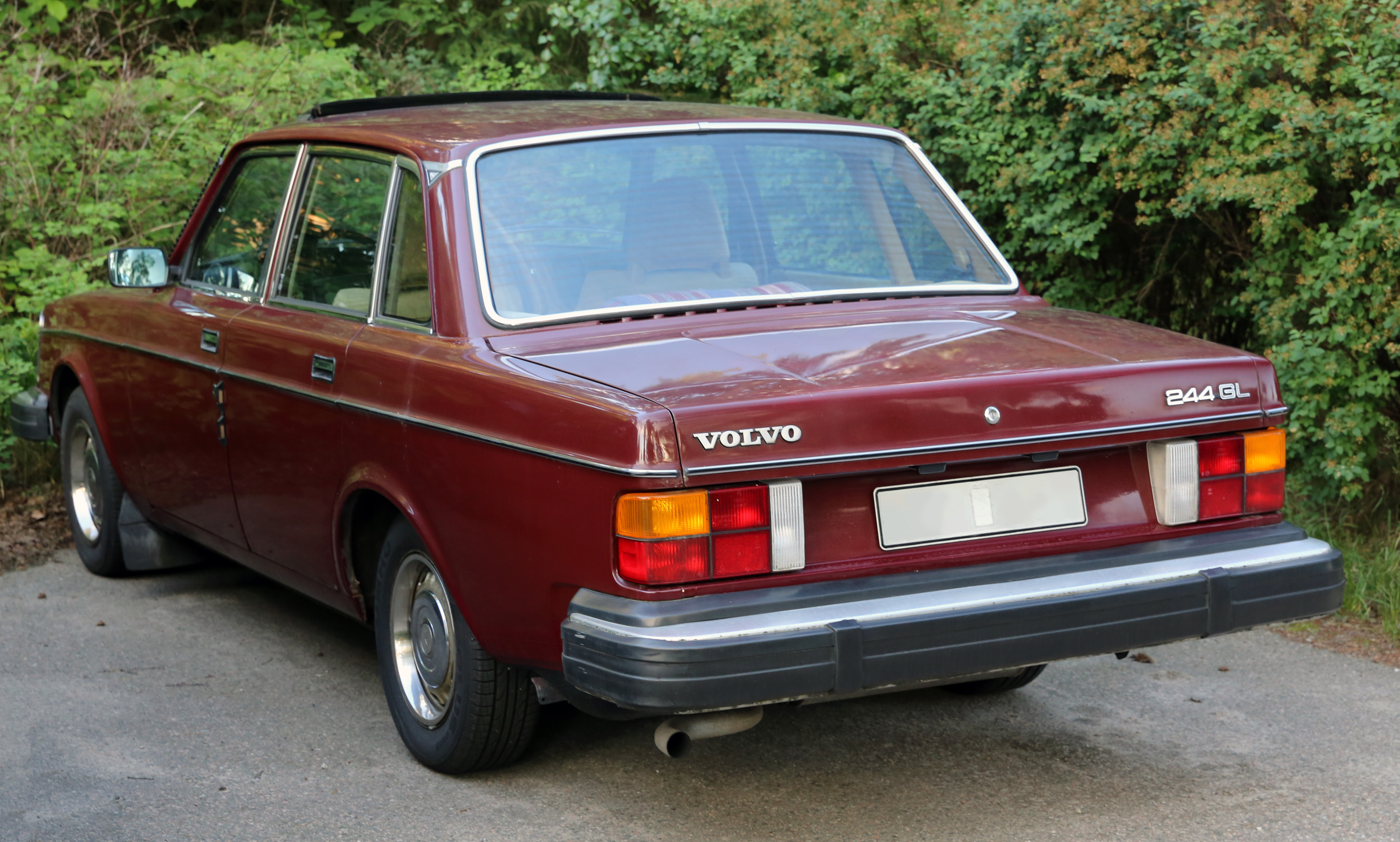
Volvo 244 GL Heckansicht (1980)
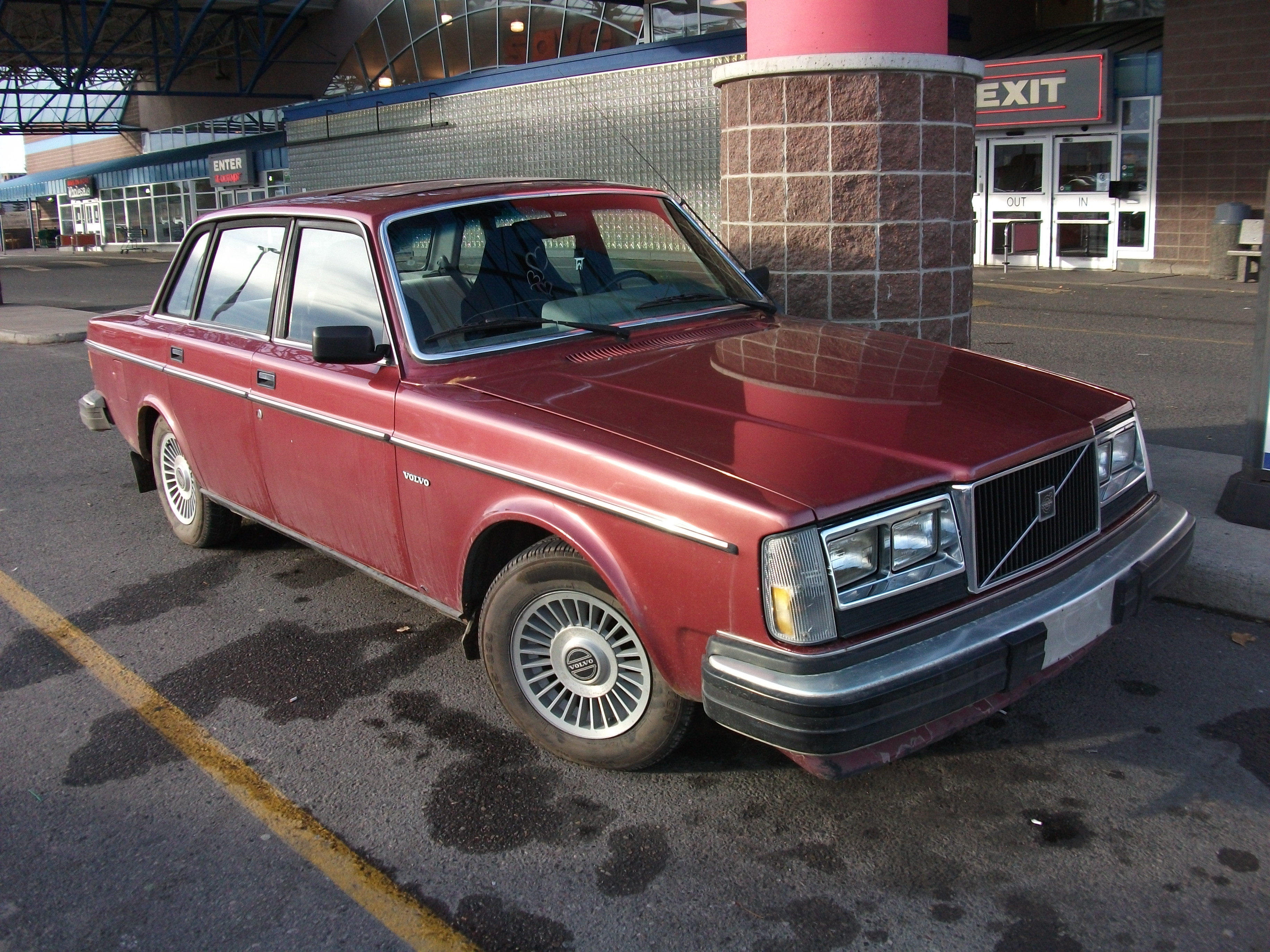
Volvo 240 US-Version (1981) mit typischer Front für Nordamerika
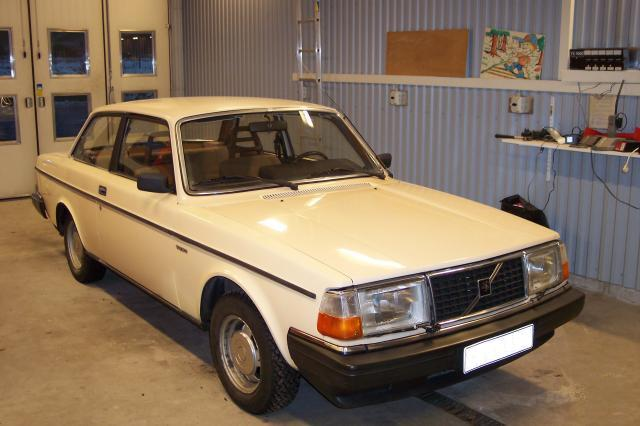
Volvo 242 DL (1981–1982)
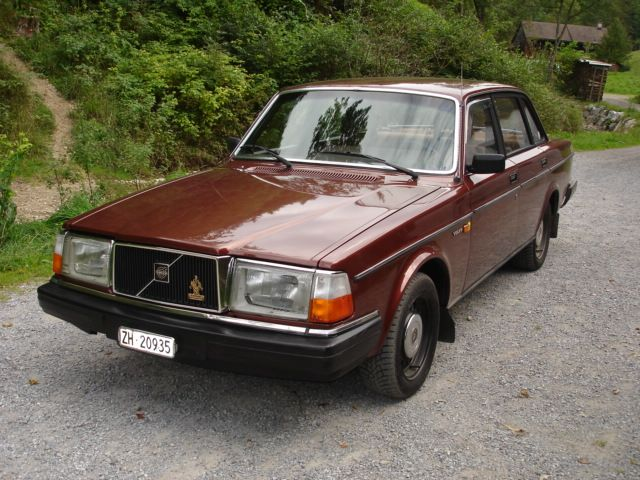
Volvo 240 (1984–1985)
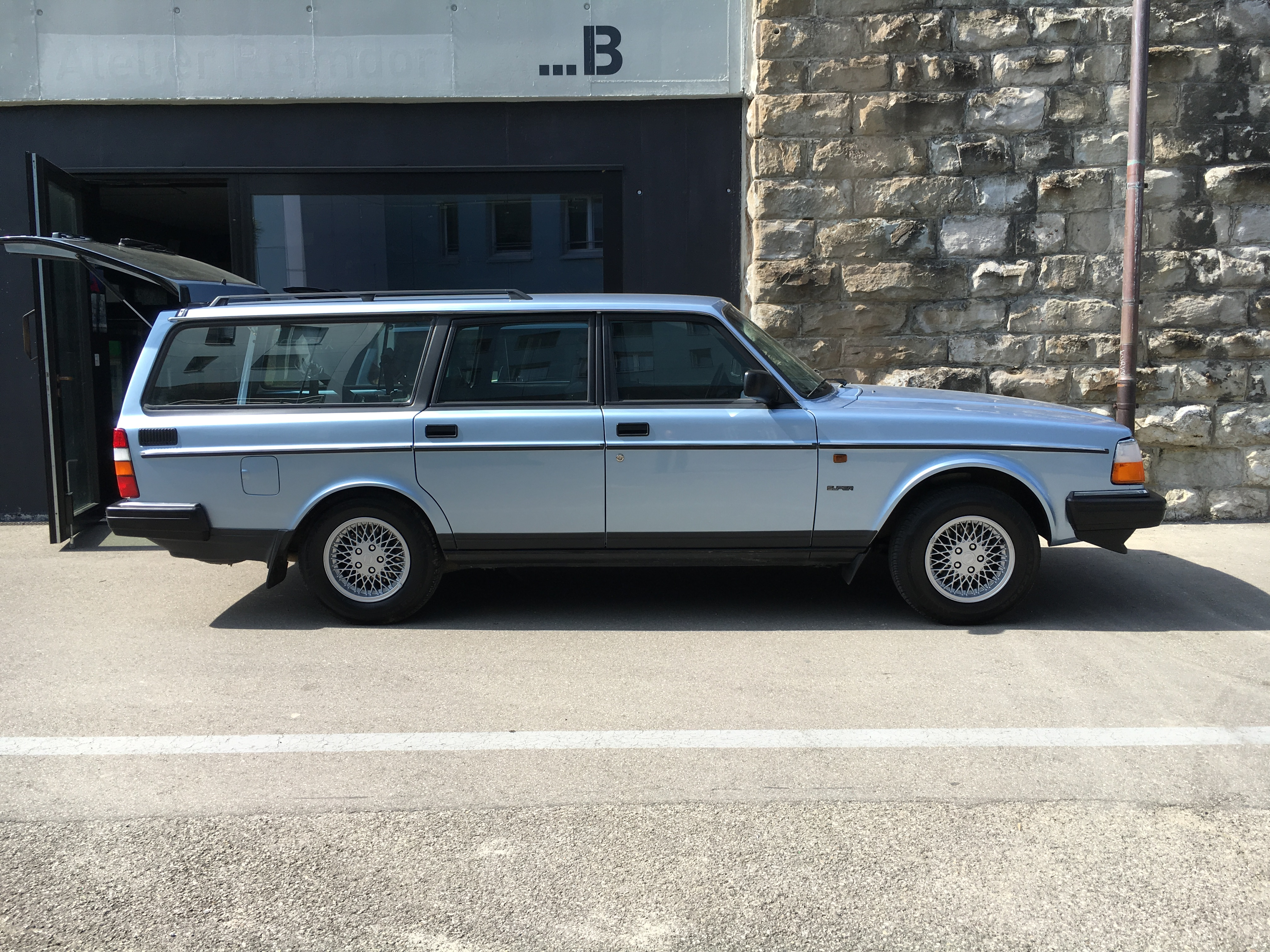
Volvo 240 Kombi, Seitenansicht
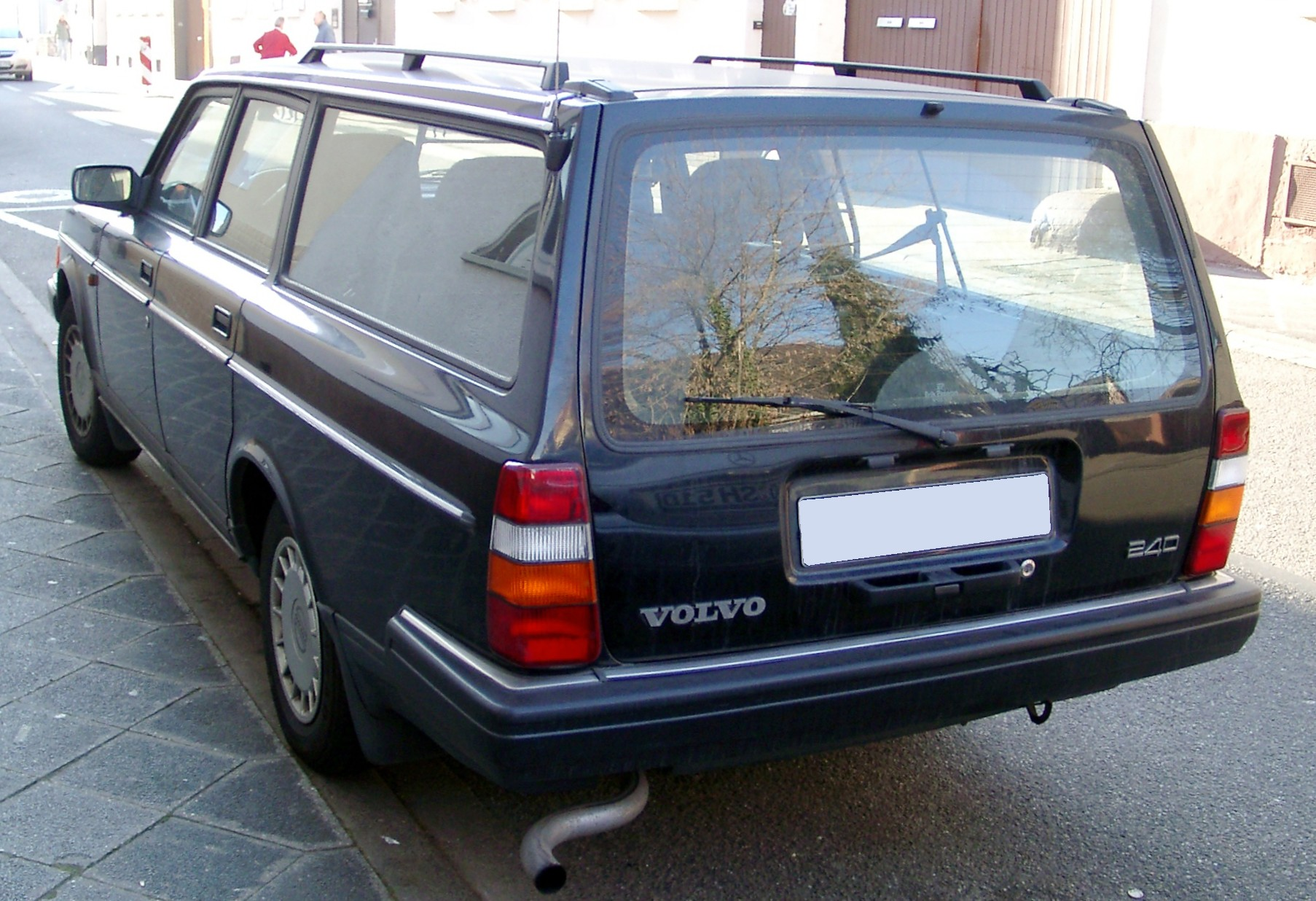
Volvo 240 Kombi, Heckansicht
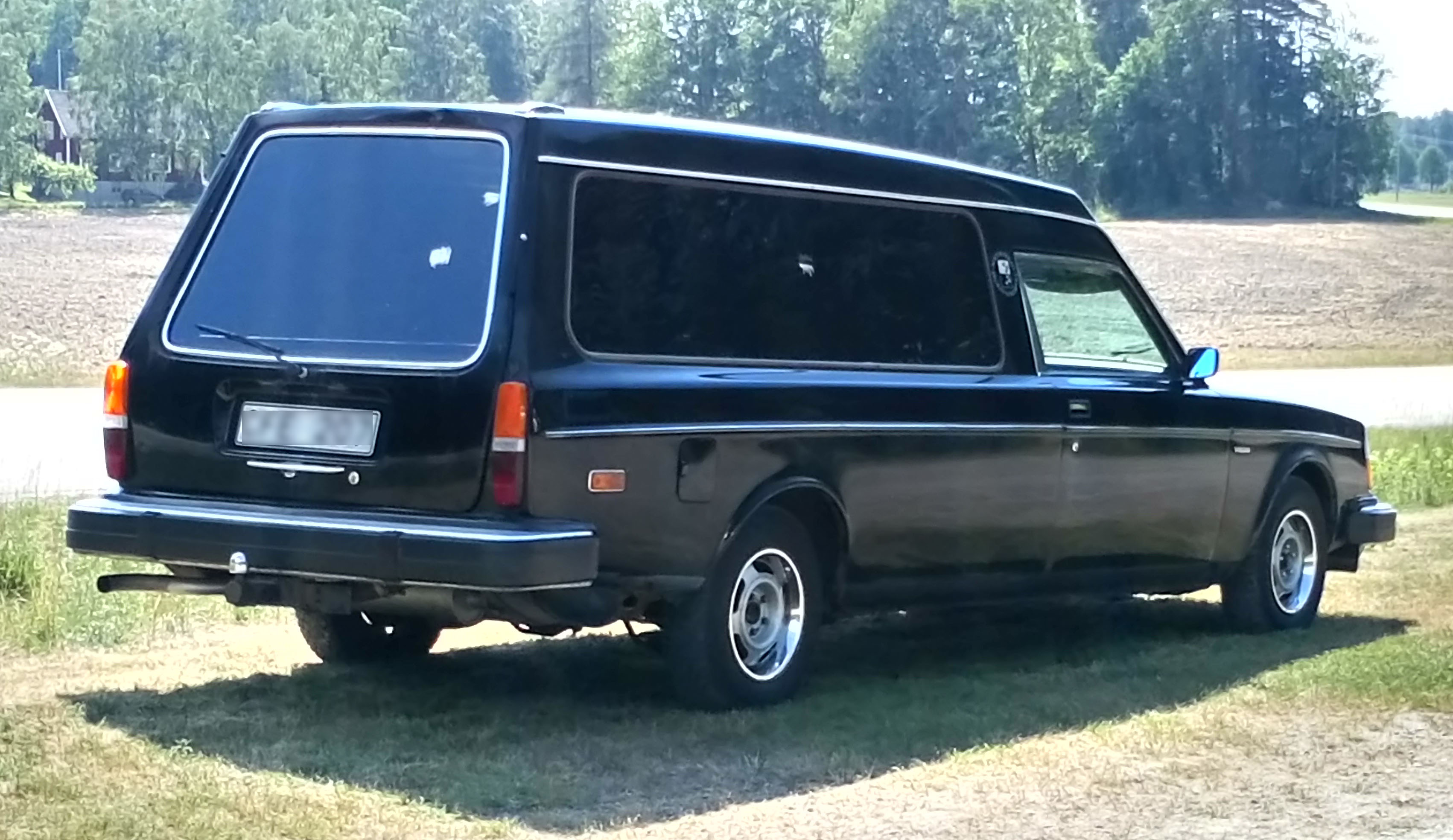
Volvo 245 Leichenwagen (1980)
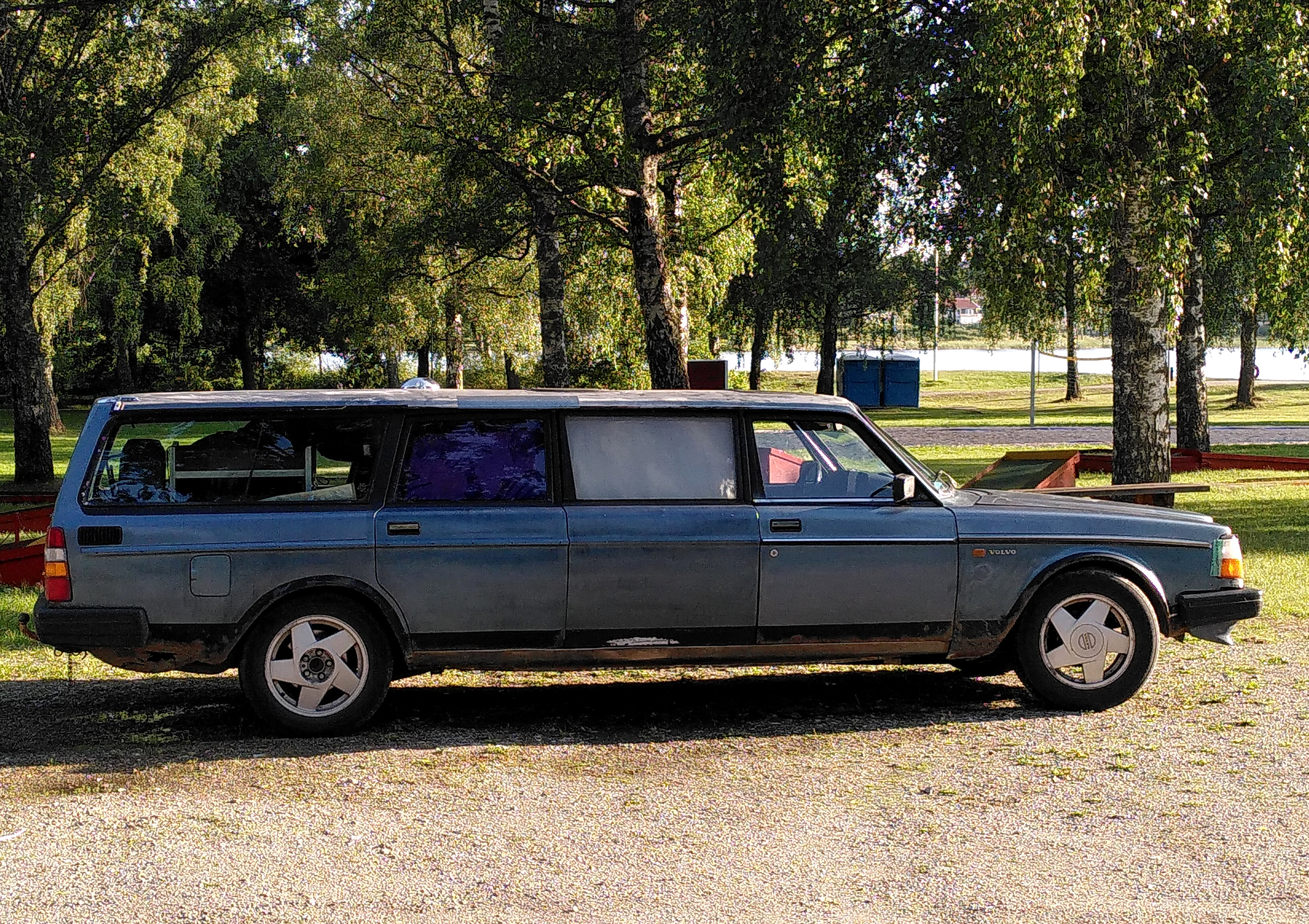
Volvo 240/245 Transfer

## Technik

### Karosserie
Das Design setzte die Linie des Vorgängermodells fort, verantwortlich dafür war erneut Jan Wilsgaard. Die Sicherheitsvorkehrungen hatten eine für die Mittelklasse überdurchschnittliche Fahrzeuggröße zufolge, der Volvo 240 war bei fast gleichem Radstand (4 mm mehr) 170 mm länger als der damalige BMW 5er. Verglichen mit dem ebenfalls schon reichlich bemessenen Vorgängermodell wurde der Bug verlängert. Dadurch konnte die Belastung der Insassen bei einem Frontalaufprall im Vergleich zum Typ 140 nochmals um 20 % verringert werden. Ein Nachteil dieser Maßnahmen war das für damalige Verhältnisse große Leergewicht, das einen relativ hohen Kraftstoffverbrauch und ein eher träges Temperament zufolge hatte. Ansonsten wurde die Karosserie nur im Detail verändert, vor allem in der Gestaltung der Frontpartie und des Hecks mit größeren Rückleuchten. Die Kopfstützen waren besonders stark belastbar und wirkten aufgrund ihrer Struktur kaum sichtbehindernd.

### Fahrwerk
Die größte Weiterentwicklung verglichen mit dem Vorgängermodell betraf die Vorderachse. Hier gab es nun MacPherson-Federbeine statt Doppelquerlenker, zusammen mit der verbreiterten Spur und exakt arbeitender Zahnstangen- statt Gemmer-Lenkung sollte der Fahrkomfort verbessert werden. Die Lenksäule hatte nach wie vor vier Sollbruchstellen, aber die Anzahl der Gelenke wurde von 10 auf 6 verringert. Abhängig von der Ausstattungsvariante gab es zudem eine Servolenkung. Detailverbesserungen gab es auch an der hinteren Starrachse, außerdem kam dort nun ein Querstabilisator hinzu, der Panhardstab wurde beibehalten. die Räder waren nun etwas kleiner (14" statt 15" am Volvo 140). Der dadurch geringere Durchmesser der Bremsscheiben wurde durch größere Radbremszylinder und größere Beläge ausgeglichen. Die besonders sichere, aber auch aufwändige LL-Aufteilung der beiden Bremskreise wurde für Volvo selbstverständlich beibehalten. Eine Stufenbohrung des Hauptbremszylinders garantierte sogar eine gleichbleibende Pedalkraft beim Ausfall eines Bremskreises.

### Motor und Getriebe

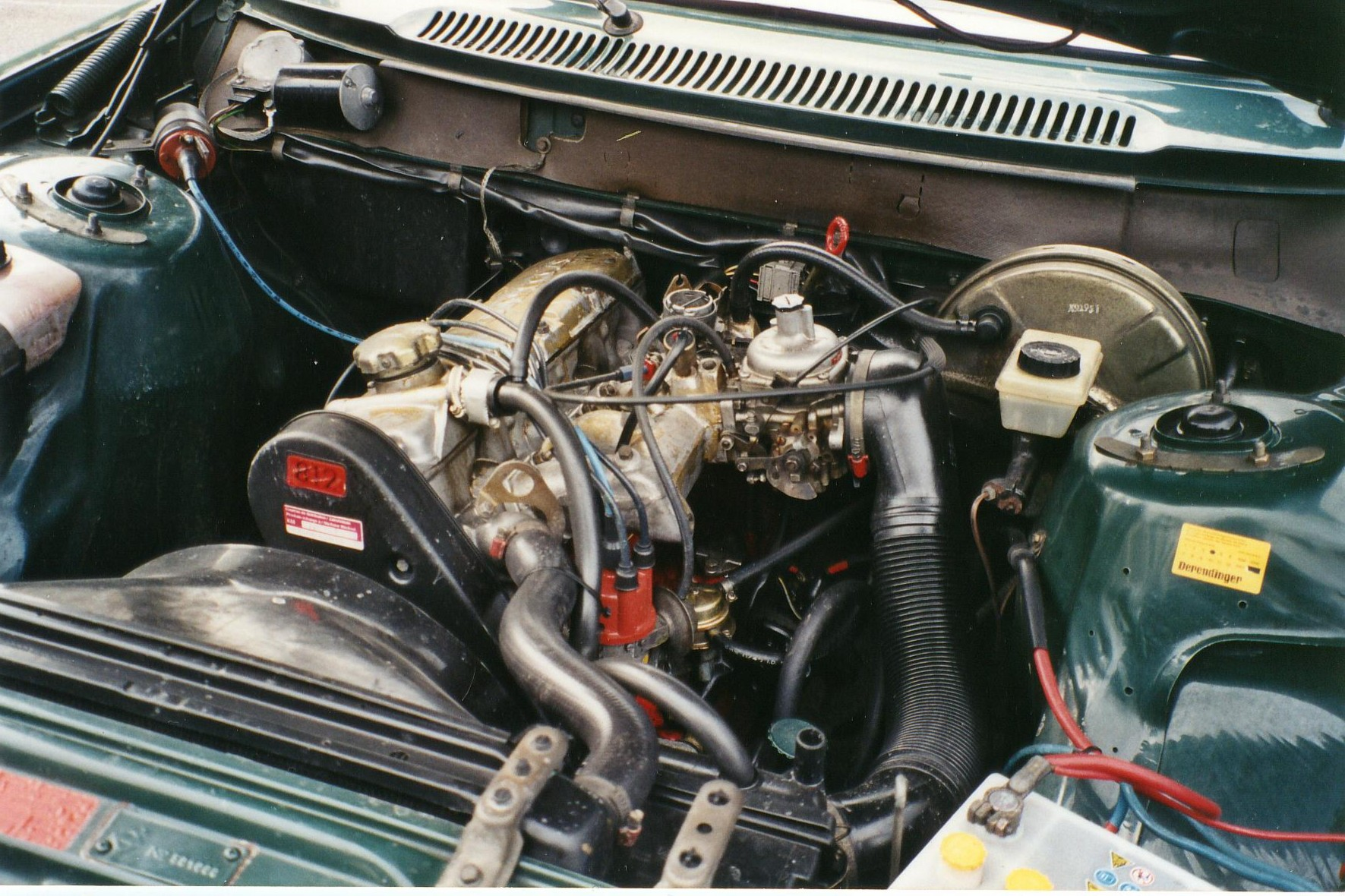
Motor B21A im Volvo 244

Der Volvo 240 wurde mit verschiedenen Ottomotoren und zwei Dieselmotoren angeboten.
Am Anfang wurde der Wagen mit dem aus dem 144er-Modell übernommenen B20-Ottomotor mit 60 kW (82 PS) und untenliegender (seitlicher) stirnradgetriebener Nockenwelle verkauft. 1975 wurden dann die Motoren der Reihe B21 vorgestellt. Sie waren moderner konstruiert – mit Querstrom-Zylinderkopf und obenliegender zahnriemengetriebener Nockenwelle, die die Ventile über Tassenstößel betätigte. Bei einigen Ausführungen wurden geschmiedete statt Gusskolben aus Leichtmetall verwendet.
Da der Volvo 240 auch in Ländern angeboten wurde, in denen das Übersteigen bestimmter Hubraumgrößen mit hohen Steuern verbunden war, gab es je nach Bedarf viele ähnlich starke Ausführungen der B19/21-Motoren. Bei den in Deutschland angebotenen Fahrzeugen leistete der 2,1-Liter-Vergaser-Motor (Motor B21A) im Modelljahr 1975 71 kW (97 PS), ab 1976 74 kW (100 PS) und ab 1979 79 kW (107 PS). Der 1,9-Liter-Vergaser-Motor (Motor B19A), der 1977 den veralteten B20-Motor ablöste, leistete 66 kW (90 PS). Für einige Märkte (Griechenland, Israel) wurde auch ein 1,7-Liter-Motor mit Vergaser geliefert (Motor B17A).
Außer den Vergaserversionen mit Stromberg-, Zenith- und Pierburg-Vergasern gab es auch Motoren mit K-Jetronic-Benzineinspritzungen von Bosch. Diese Motoren (Motor B21E) hatten im Modelljahr 1975 eine Leistung von 90 kW (123 PS).
In den folgenden Jahren wurde die Palette der lieferbaren Motoren erweitert:

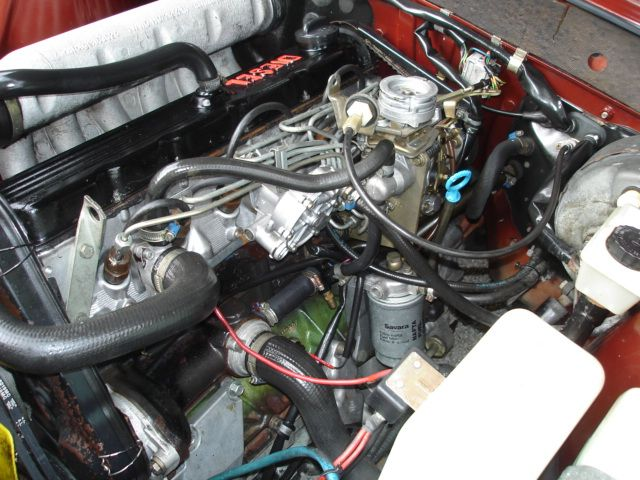
Motor D24 im Volvo 240

- Zum Modelljahr 1979 wurde zusätzlich ein von Volkswagen zugekaufter 2,4-Liter-Diesel-Reihensechszylinder (60 kW / 82 PS) mit der Verkaufsbezeichnung „D6“ angeboten (Volvo Motorbezeichnung D24), der für den Volkswagen-Transporter Typ LT entwickelt und auch in diesen eingebaut wurde. Trotz der sechs Zylinder blieb es bei den jeweiligen Modellbezeichnungen, also z. B. 245 GL D6 (statt 265 GL). Dieser Motor wurde auch mit nur fünf Zylindern gebaut und von Volvo für einige Exportmärkte verwendet (z. B. Italien, Finnland). Grund hierfür waren die bereits oben erwähnten Besteuerungsregeln nach Hubraum. Die Fünfzylinder-Version mit der Motorbezeichnung D20 (Verkaufsbezeichnung „D5“) hatte knapp zwei Liter Hubraum. Zum Zeitpunkt der Einführung des D24-Motors war Volvo der erste Pkw-Hersteller, der einen Reihensechszylinder-Dieselmotor im Angebot hatte, noch vor BMW (1982) und Mercedes-Benz (1985). Zylinderzahl und Hubraum des D6 passten gut zum Image von Volvo. Allerdings erwies sich die VW-Konstruktion als nicht vollgasgeeignet und als ungleich weniger dauerhaft als die von Volvo selbst konstruierten und produzierten Ottomotoren. Häufig waren beim Diesel wegen der geringen Öl- und Kühlflüssigkeitsmengen verzogene Zylinderköpfe zu beklagen.
- Zum Modelljahr 1981 wurde der Otto-Turbomotor (Motor B21ET) mit 114 kW (155 PS) vorgestellt (Für USA B21FT mit 127 SAE PS)[6].
- Zum Modelljahr 1982 wurde der Hubraum auf regulär 2,3 Liter erhöht (Motoren B23A, B23E). Der B23E-Motor war auf dem deutschen Markt jedoch schon zuvor in den Modelljahren 1979 und 1980 im Modell „244 GLT“ erhältlich.
- Zum Modelljahr 1983 erhielt der Otto-Turbomotor für den US-Markt einen Ladeluftkühler, der B21FT mit Ladeluftkühler leistete 121 kW (165 PS)[7].
- Zum Modelljahr 1985 wurden die Motoren im Herbst 1984 überarbeitet. Aus den B2x-Motoren wurden die B2XX-Motoren.
- Zum Modelljahr 1986 wurden Bosch-LH-Jetronic und Dreiwegekatalysator mit Lambda-Sonde eingeführt (Deutschland). Die betreffenden Motorbezeichnungen lauteten B200F und B230F (1). In den USA wurde die Serie 200 bereits seit 1976 (zum Modelljahr 1977) mit Katalysator und Lambdasonde ausgeliefert. Damit zählte Volvo zu den Pionieren auf dem Gebiet der Abgasreinigung.

Ab Modelljahr 1986 gab es die Modellreihe 240 auf dem deutschen Markt nur noch wahlweise mit dem Vierzylinder-Ottomotor B230F mit 2316 cm³ Hubraum mit einer Leistung von 83 kW = 113 PS und ab Mitte ´89 mit nochmals modernisierter Einspritzung und niedrigerem Verbrauch mit 85 kW = 115 PS. Und den Sechszylinder-Dieselmotor D24 mit 2383 cm³ Hubraum (Leistung 60 kW = 82 PS, ab ´Mitte ´85 mit 79 PS). Für andere Märkte waren weiterhin auch andere Motorisierungen lieferbar.
Bei den Vierzylinder-Ottomotoren sind Laufleistungen von über 300.000 Kilometern der Normalfall, über 500.000 Kilometer keine Seltenheit.
Alle Motoren waren anfangs mit einem 4-Gang-Getriebe (Typ M45) oder wahlweise mit einem 4+1-Overdrive-Getriebe (Typ M46, 4-Gang-Getriebe baugleich mit M45, nachgeschalteter Overdrive von Laycock-de-Normanville, gemeinsamer Ölkreislauf) oder mit einem 3-Stufen-Automatikgetriebe (Typ BW 35 bzw. BW 55) von BorgWarner mit Overdrive erhältlich (D24-Motor: nur M46 und BW 55).
Später wurde parallel zu dem M46-Getriebe ein 5-Gang-Getriebe (Typ M47) angeboten und die veraltete BorgWarner-Automatik durch eine moderne und robuste 4-Stufen-Automatik von Aisin-Warner (Typ AW 70 und AW 71) ersetzt.
Alle Getriebe, auch die manuell geschalteten, wurden mit ATF (Automatic Transmission Fluid) geschmiert. Die Kupplung der manuell geschalteten Versionen wurde beim Linkslenker normalerweise mittels Seilzug, beim Rechtslenker hydraulisch betätigt.

## Ausstattungsvarianten
Die Ausstattungslinien unterschieden sich von Markt zu Markt und variierten von Modelljahr zu Modelljahr. Auf dem deutschen Markt wurden im Laufe der Jahre folgende Ausstattungslinien angeboten:

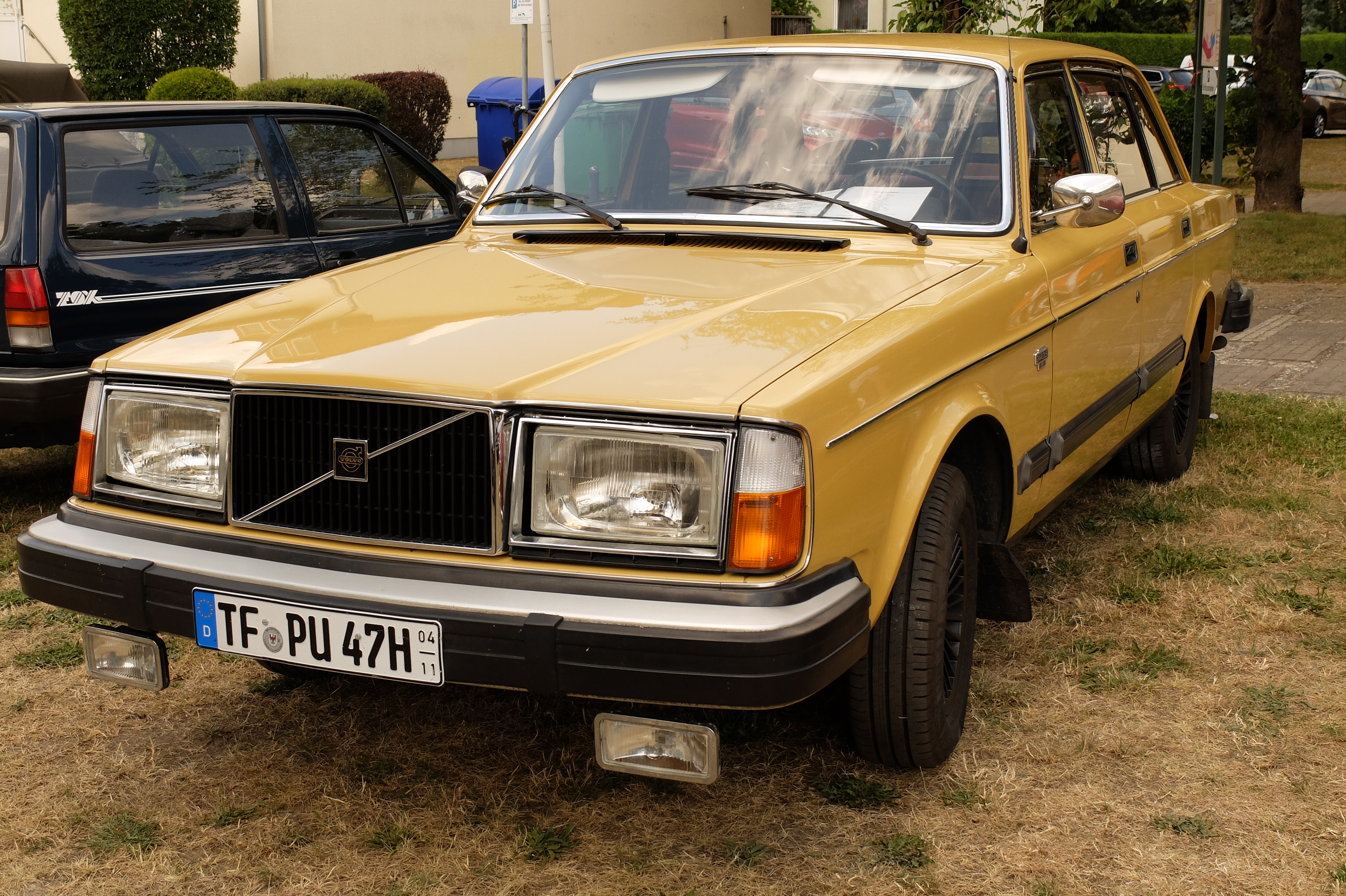
Volvo 244 DLS (1977)

- L = Luxe = Einfachste Ausstattung mit Gummimatten statt Teppichboden, keine Uhr in der Armaturentafel, Stoffsitze mit Kunstledereinfassung. In Deutschland nur als Zweitürer 242 L bis 1977 lieferbar.

- DL = De Luxe = Basisausstattung in Deutschland von Produktionsbeginn 1974 bis einschließlich Modelljahr 1978. Sitzbezüge aus Stoff ohne Kunstledereinfassung, keine Color-Verglasung.

- DLS = De Luxe Special = Auf ca. 1000 Stück limitiertes Modell für die DDR; basierend auf dem 244 DL des Modelljahres 1978, jedoch mit der Front (Motorhaube, Scheinwerfer, Grill) des Volvo 264 ausgerüstet. Die für 42.800 Mark der DDR angebotenen Fahrzeuge gehörten zu den wenigen Wagen aus westlicher Produktion, die in der DDR gegen Ostmark erhältlich waren, und sollen innerhalb weniger Tage ausverkauft gewesen sein. Er wurde vor allem an ausgewählte Künstler und Wissenschaftler verkauft.

- DLC = De Luxe Comfort = Ein Sondermodell des Modelljahres 1978, das in einer kleinen Auflage ausschließlich für den deutschen Markt gebaut wurde. In anderen Ländern Europas (Belgien, Holland) wurde das gleiche Sondermodell als Blue Star angeboten. Bis auf die geänderte Motorisierung, einen B21A-Vergasermotor, entsprach der DLC der höchsten Ausstattungsvariante GL Grand Luxe. Besonderheiten wie Overdrive-Getriebe, Metalliclackierung, Color-Verglasung, Drehzahlmesser und Chromzierringe an den Rädern wurden von der GL-Ausstattung des gleichen Modelljahres übernommen. Das Sondermodell DLC wurde ausschließlich in Hellblau Metallic (Farbcode 126) ausgeliefert. Die Sitze waren dazu passend mit blauem Edelvelours bezogen und verfügten über Sitzheizung. Nur als viertürige Limousine erhältlich.

- GL = Grand Luxe = Von Produktionsbeginn 1974 bis einschließlich Modelljahr 1978 höchste Ausstattungslinie mit Ledersitzen, Metalliclackierung und grüner Color-Verglasung. Einspritzmotoren statt Vergasermotoren. Ab 1978 Herabstufung zur Basisausstattung bei Verringerung des Ausstattungsumfangs, ähnlich der bisherigen Ausstattungslinie DL.

- GLE = Grand Luxe Executive = Von Modelljahr 1979 bis Modelljahr 1984 höchste Ausstattungslinie. Im Wesentlichen entsprechend der bisherigen Ausstattungslinie GL. In Deutschland nur als viertürige Limousine im Programm, in anderen Ländern auch als Kombi.

- GLT = Grand Luxe Touring[10] = Von Modelljahr 1980 bis 1984 erhältliches „sportliches“  Schwestermodell zum GLE mit schwarzen Zierlinien statt Chrom und mit Leichtmetallrädern. Straffere Abstimmung des Fahrwerks als bei GL/GLE. Kein Turbo-Motor,  jedoch Getriebe mit kürzerer Übersetzung für bessere Beschleunigung. Im ersten Modelljahr nur als viertürige Limousine erhältlich, später auch als Kombi.

- GT = Grand Tourisme = 1977 erschienenes Sportmodell für die Schweiz, die USA, Kanada, Australien und Schweden. Nicht im Modellangebot für Deutschland enthalten. Schwarze Zierlinien, Fensterfassungen und Stoßstangen schwarz lackiert. Lackierung in Silber-Metallic, für Kanada auch in Schwarz. Sitze mit schwarzen Stoffbezügen. Erhältlich als 2.1L oder 2.3L (140PS) mit mechanischer Benzineinspritzung. Nur Zweitürer 242 GT. Der Verkauf endete 1980.
- SE = Special Edition = Auf einigen Märkten (Skandinavien, USA) trat ein ab 1991 angebotenes Modell mit schwarzen Zierteilen, schwarzen Zierlinien und speziellen Leichtmetallrädern an die Stelle der bisherigen Ausstattungslinie GLT. Es war in Deutschland nicht erhältlich.

Darüber hinaus gab es Sondermodelle für verschiedene Märkte, z. B.: Classic (Skandinavien, USA, Schweiz), Family Edition (Deutschland), Polar (Italien, Niederlande), Super Polar (Italien). Diese hatten im Vergleich zu den Standardmodellen oftmals eine erheblich umfangreichere Ausstattung, waren teilweise aber auch einfacher ausgestattet (so „Family Edition“ und „Polar“).

## Volvo 240 im Motorsport

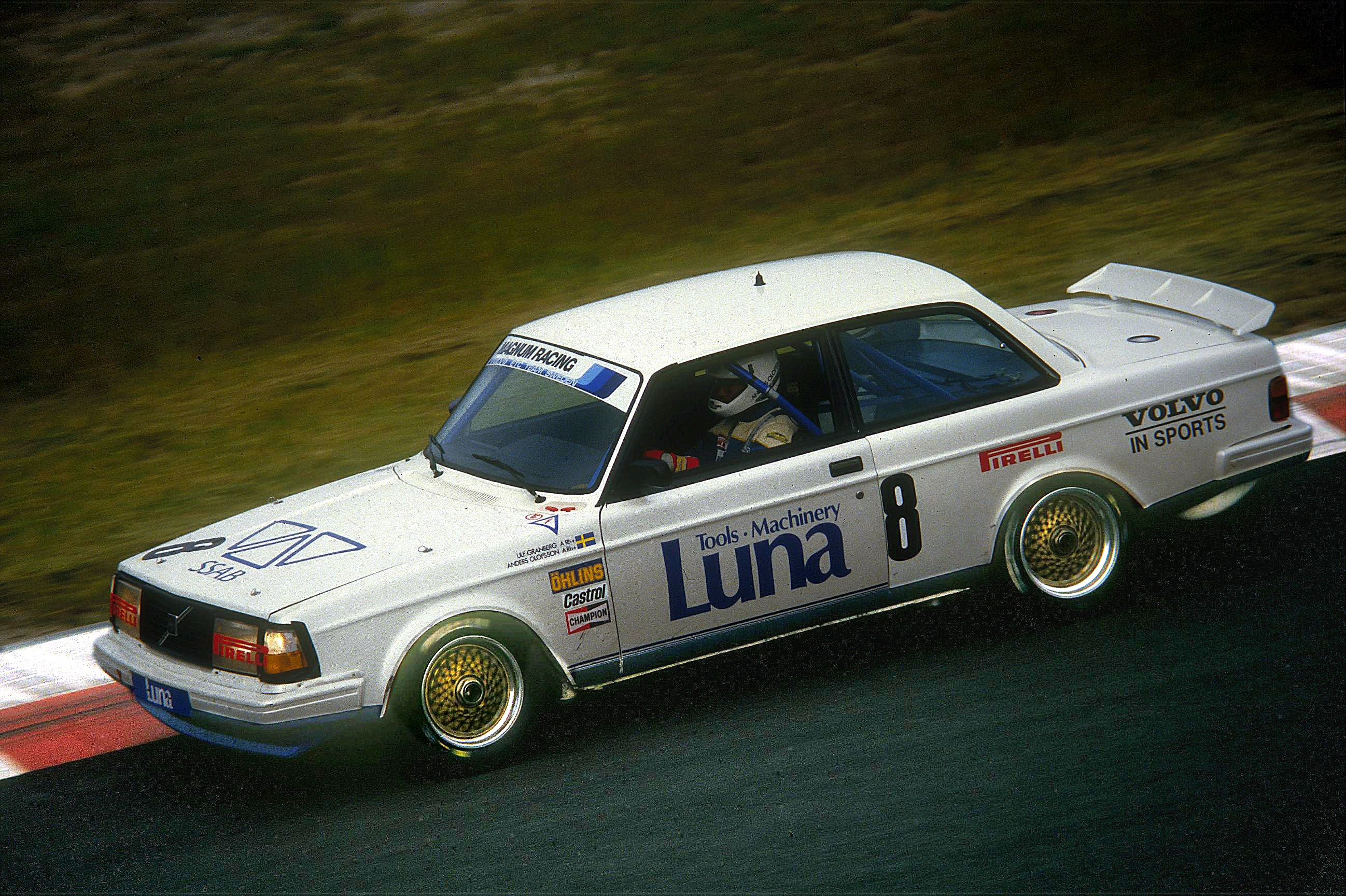
Volvo 240 Turbo beim GP der Tourenwagen 1985

1983 wurde der erste Volvo 240 vom privaten schwedischen TL-Racing-AB-Team nach FIA-Gruppe-A-Reglement in der Tourenwagen-Europameisterschaft (ETCC) eingesetzt. Gegen die starke Konkurrenz von BMW, Jaguar und Rover erreichte der Volvo einen 7. Platz in Donington Park.
1986 sollte zu einer Saison der Skandale für Volvo werden. Nachdem Eggenberger zu Ford gewechselt war und das belgische RAS-Team den Werkseinsatz übernommen hatte, konnte zwar mit fünf auf Platz 1 beendeten Rennen an die Erfolge der Vorsaison angeknüpft werden, aber Irregularien bei der Tankgröße und dem verwendeten Treibstoff führten zu Disqualifikationen. Die zwei Siege im schwedischen Anderstorp und auf dem Österreichring wurden von der FIA aberkannt, die Fahrer des RAS-Teams verloren die gewonnen geglaubte Meisterschaft, und Volvo beendete am Ende des Jahres sein Werksengagement. Der 1. Platz in Zolder 1986, wo zwei Jahre zuvor zum ersten Mal ein Volvo in der damaligen Königsklasse des Tourenwagensports gewonnen hatte, sollte der letzte Erfolg des etwa 350 PS starken 240 Turbo bleiben. Beeindruckend sind auch die Erfolge, die mit 240er-Modellen in hochkarätigen nationalen Meisterschaften errungen werden konnten. So gewann Per Stureson 1985 die Deutsche Tourenwagen-Meisterschaft DTM und 1986 konnte Robbie Francevic die Australische Tourenwagenmeisterschaft für sich entscheiden. Außerdem stellte Volvo mit Gianfranco Brancatelli 1985 und Johnny Cecotto 1986 jeweils die Sieger des legendären Macau Guia Race. Somit war der Volvo 240 Turbo weltweit Mitte der achtziger Jahre der erfolgreichste Tourenwagen. Der frühere Berg-Europameister Herbert Hürter setzte 1985 bis 1988 seinen Volvo 240 Turbo erfolgreich in der Berg-Europameisterschaft (Gruppe A) ein und startete 1988 beim legendären Pikes Peak International Hill Climb in Colorado, USA. Ergebnis: FAST QUALIFYER - 2. PLACE GROUP A PROD. DIVISION. Heutzutage wird der Volvo 240 unter anderem beim VOC (Volvo Original Cup) eingesetzt.

## Marktsituation
Der 240 war aufgrund seines Platzangebotes beliebt. In Deutschland war, anders als in anderen Ländern, insbesondere der Kombi populär. Durch die solide Verarbeitung einerseits und die Einführung innovativer Sicherheitstechnik andererseits trug er zum Ruf Volvos als Hersteller sicherer Autos bei.
Die letzten Modelle des Volvo 240 ließen sich mit einer umfangreichen Sicherheitsausstattung als Zubehör (mit ABS und Airbag) bestellen.